# Байльштайн (Мозель)
Байльштайн (нем. Beilstein) — община в Германии, в земле Рейнланд-Пфальц.
Входит в состав района Кохем-Целль. Подчиняется управлению Кохем-Ланд. Население составляет 136 человек (на 31 декабря 2010 года). Занимает площадь 1,68 км².

## Достопримечательности
- Замок Меттерних